# Ana Paula Henkel
Ana Paula Rodrigues Henkel, née le 13 février 1972 à Lavras, est une joueuse de volley-ball et de beach-volley brésilienne. Née Ana Paula Rodrigues, elle a pris le nom d'Ana Paula Connelly en 1994 après s'être marié au basketteur Jeffty Connelly, avec lequel elle a un enfant. En 2010, elle épouse le joueur de beach-volley américain Carl Henkel.
Aavec l'équipe du Brésil de volley-ball féminin, elle est médaillée de bronze olympique en 1996 à Atlanta et quatrième des 1992 à Barcelone.
En beach-volley, elle est éliminée en quarts de finale aux Jeux olympiques d'été de 2004 à Athènes avec Sandra Pires et aux Jeux olympiques d'été de 2008 à Pékin avec Larissa França.